# Эберт, Иоганн Арнольд
Иоганн Арнольд Эберт (нем. Johann Arnold Ebert;  8 февраля 1723, Гамбург —19 марта 1795, Брауншвейг) — немецкий поэт и автор художественных переводов.

## Биография
С 1743 года изучал теологию, а позже филологию в Лейпцигском университете.
В 1748 с помощью друзей был принят в Collegium Carolinum (ныне Брауншвейгский технический университет), где изучал английский.
Стихи начал писать в юности под сильным влиянием поэта Фридриха фон Хагедорна, который поддерживал его и поощрял интерес Эберта к английскому языку и литературе.
Дружил с поэтами литературного круга Иоганна Кристофа Готтшеда, среди которых были Ф. Клопшток, Х. Геллерт, Готлиб Вильгельм Рабенер, И. Шлегель.
В 1753 году он стал профессором и читал лекции по истории. В 1770 году Эберт начал преподавание греческого языка. В 1775 году стал каноником в церкви Св. Кириака в Брауншвайге. В 1780 году был назначен советником.
Наибольшую популярность принёс ему в 1751 перевод поэмы Эдуарда Юнга в девяти книгах «Жалоба, или Ночные размышления о жизни, смерти и бессмертии» (англ. The Complaint, or Night Thoughts on Life, Death, and Immortality, 1742—1745, нем. «Klagen und Nachtgedanken über Leben, Tod und Unsterblichkeit»), который имел большое значение для формирование литературных вкусов той эпохи.
Его «Episteln und vermischte Gedichte» (1789) выделяются в лирике его времени легкостью и художественной простотой.